# Samuel Schmid
Samuel Schmid (født 8. januar 1947) er en schweizisk politiker og medlem af Forbundsrådet (Bundesrat). Han har siddet i regeringen i Schweiz siden 2000.
Schmid er hjemmehørende i Attiswil (BE).
Han repræsenterer Bürgerlich-Demokratische Partei Schweiz (BDP) og har været forsvarsminister siden 2001.